# Agustín Pedro Justo
Agustín Pedro Justo Rolón (26. veljače 1876. – 11. siječnja 1943.) bio je predsjednik Argentine od 20. veljače 1932., na 20. veljače 1938. Bio je vojni časnik i diplomat te predsjednik Argentine tijekom neslavnog desetljeća.
Imenovan je ratnim ministrom za vrijeme predsjednika Marcela Torcuata de Alveara. Njegovo iskustvo pod civilnom upravom i pragmatično držanje donijelo mu je imenovanje od konzervativne stranke Concordancia u kampanji iz 1931. Izabran je za predsjednika 8. studenog 1931., podržan od strane političkih sektora koji će nedugo nakon tog stvoriti "la Concordanciju", savez stvoren između Nacionalne demokratske stranke (Partido Demócrata Nacional), radikalne građanske unije (Union Civica Radical) (UCR), i Samostalne socijalističke stranke (Partido Socialistă Independiente). Oko izbora bilo je optužbi za izbornu prijevaru. Naziv "domoljubna prijevara" korišten je za sustav kontrole izbora uspostavljen 1931. – 1943. Konzervativne skupine htjele su koristiti to za sprečavanje dolaska radikala na vlast. Tijekom ovog razdoblja postojalo je uporno protivljenje pristaša Irigoyena, ranije predsjednika, te od radikalne građanske unije.
Izvanredan diplomatski rad njegovog ministra vanjskih poslova, Carlosa Saavedre Lamas, bio je jedan od najvećih uspjeha njegove administracije, obojene stalnim optužbama za korupciju i isporuku nacionalnog gospodarstva u ruke stranih interesa, posebice britanskih, s kojima mu je dopredsjednik Julio A. Roca mlađi. je potpisao sporazum Roca-Runciman. Njega se spominjalo kao kandidata za novi mandat tijekom nestabilne vlade Ramóna Castilla, ali njegova prerana smrt u 66. godini osujetila je njegove planove. On je radio na preliminarnoj studiji za potpuna djela Bartoloméa Mitrea, kojem se duboko divio.
Justo je sudjelovao u državnom udaru 1930., postavši predsjednik dvije godine kasnije zahvaljujući rasprostranjenoj izbornoj prijevari. Njegov predsjedništvo je dio razdoblja poznatog kao sramotno desetljeće, koji je trajalo od 1930. do 1943. On je osnovan državnu središnju banku i uveo nacionalni porez.